# 함흥역
함흥역(咸興驛)은 조선민주주의인민공화국 함경남도 함흥시 성천강구역 역전동에 위치한 철도역이다. 함흥역을 기점으로 장진군의 사수리역까지 가는 장진선이 본 역에서 분기된다. 함흥시의 중심 역으로써, 역의 북부에 시가지가 조성되어 있다.

## 연혁
- 1919년 12월 15일: 영업 개시[1]

## 같이 보기
- 조선민주주의인민공화국의 철도